# Société Aéronautique Normande
La Société Aéronautique Normande (SAN) era una azienda aeronautica francese con sede a Bernay-Saint-Martin. Venne fondata nel 1948 e fallì nel 1968.

## Storia
L'azienda venne fondata il 1º maggio 1948 a Bernay-Saint-Martin (nel dipartimento francese della Charente Marittima) da Lucien Querey. Querey era un pilota e la sua idea era quella di realizzare una stazione di servizio di aeronautica simile a un garage. Il primo velivolo costruito da Querey fu una versione modificata del Piper J-3, rinominata SAN- 101. Il SAN-101 non è mai entrato produzione e Querey ottenne la licenza per costruire il Jodel D.11.
Dal 1952 la società ha costruito altri modelli, tra cui D.140 Mousquetaire, derivato dal Jodel D.117, e il D.150 Mascaret, sviluppato dal Jodel Ambassadeur.
Nel mese di novembre del 1959, l'azienda subì un grave incendio e in seguito morì Lucien Querey che lasciò la gestione della società alla moglie. A seguito di numerose difficoltà finanziarie, la società venne messa in amministrazione controllata nel novembre del 1968.

## Velivoli

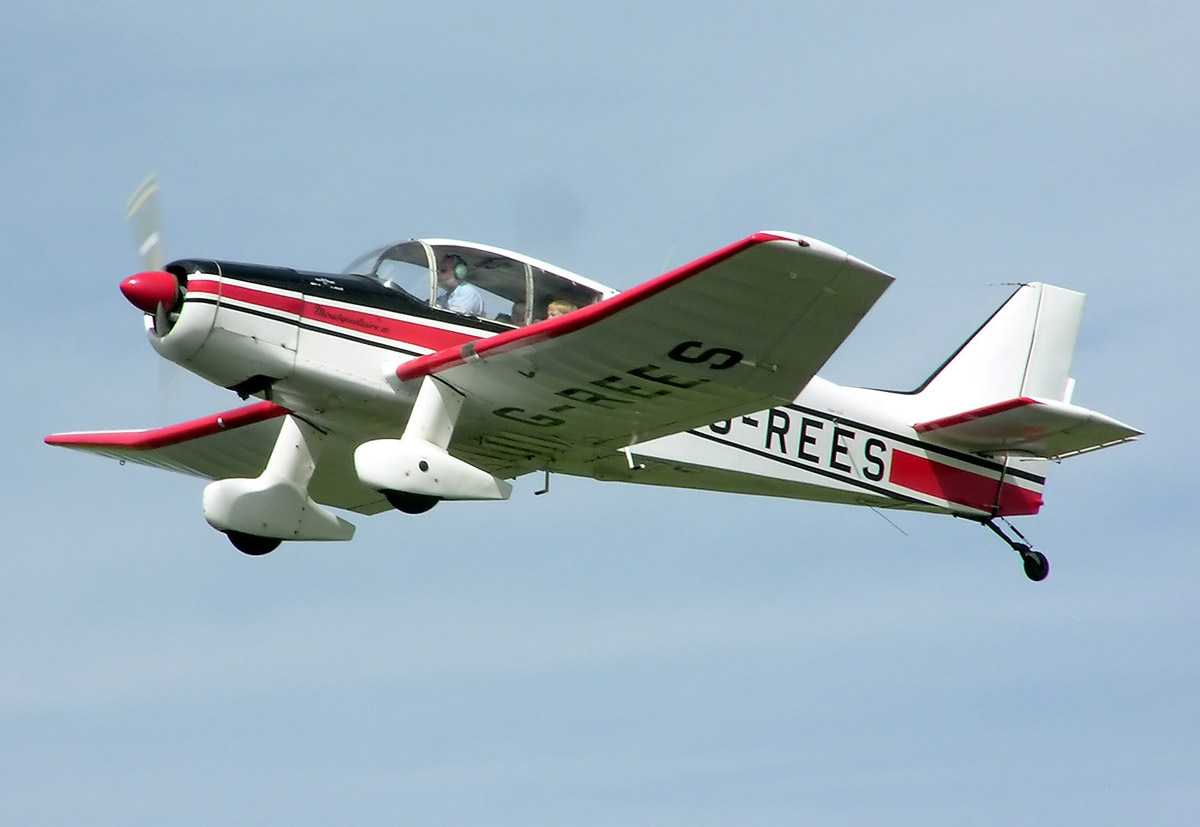
SAN Jodel D.140C Mousquetaire

- SAN-101
- SAN Jodel D.112
- SAN Jodel D.117
- SAN Jodel D.140 Mousquetaire
- SAN Jodel D.150 Mascaret
- SAN Jodel DR.100A
- SAN Jodel DR.105A
- SAN Jodel DR.1050 Ambassadeur